# Nastasia Noens
Nastasia Noens (* 12. September 1988 in Nizza) ist eine ehemalige französische Skirennläuferin. Ihre Spezialdisziplin war der Slalom. Seit 2009 gehörte sie dem A-Kader des Französischen Skiverbandes an.

## Biografie
Ihre ersten FIS-Rennen bestritt Noens im Dezember 2003. Im Europacup startete sie erstmals im Januar 2005. Ihr bestes Resultat war ein dritter Platz im Slalom von Candanchú am 22. Februar 2008. Wenige Tage später gewann sie bei den Juniorenweltmeisterschaften 2008 die Bronzemedaille im Slalom.
Ihren ersten Start im Weltcup hatte Noens am 11. November 2006 im Slalom von Levi. Sie erreichte Rang 26 und holte auf Anhieb ihre ersten Weltcuppunkte. Danach dauerte es aber bis zum 30. Januar 2009, bis sie im Slalom von Garmisch-Partenkirchen mit Rang 21 erneut Weltcuppunkte gewann. Dieses Resultat konnte sie am 7. März im Slalom von Ofterschwang wiederholen. Bei den Weltmeisterschaften 2009 in Val-d’Isère erreichte sie im Slalom als beste Französin den 13. Rang. Bei den Hallen-Europameisterschaften 2009 am 7. November im französischen Amnéville gewann Noens die Silbermedaille.
Seit der Saison 2009/10 kann Noens regelmäßig im Weltcup punkten. Nach ihren ersten Top-20-Ergebnissen fuhr sie am 12. Januar 2010 als Achte des Slaloms von Flachau erstmals unter die schnellsten zehn. Bei den Olympischen Winterspielen 2010 in Vancouver blieb sie mit Platz 29 jedoch hinter ihren Weltcupresultaten. Am Ende der Saison 2010 wurde sie erstmals Französische Meisterin im Slalom. Nach drei sechsten Plätzen zu Beginn der Saison 2010/11 fuhr Noens am 11. Januar 2011 im Slalom von Flachau auf Platz 3 und erzielte damit ihre erste Weltcup-Podestplatzierung. Bei den Weltmeisterschaften 2011 in Garmisch-Partenkirchen wurde sie als beste Französin Neunte in ihrer Spezialdisziplin.
Ähnliche Ergebnisse wie im Vorjahr erzielte Noens auch in der Weltcupsaison 2011/12. Sie fuhr fünfmal unter die schnellsten zehn, wobei ihr bestes Ergebnis ein vierter Platz in Soldeu war. Zu Saisonende wurde sie Französische Meisterin im Slalom und in der Super-Kombination. Zu Ende der Saison 2015/16 kam sie im Slalom in St. Moritz – als Zweite nach dem ersten Lauf – zu Sturz und erlitt einen Kreuzbandriss. Sie konnte erst wieder im Dezember 2016 zu internationalen Rennen antreten. Bei den Weltmeisterschaften 2017 in St. Moritz stand sie im Mannschaftswettbewerb als Ersatzläuferin im Einsatz und erhielt eine Goldmedaille zugesprochen.
Am 11. März gab sie nach dem Slalom von Åre ihren Rücktritt vom Spitzensport bekannt.

## Erfolge

### Olympische Spiele
- Vancouver 2010: 29. Slalom
- Sotschi 2014: 7. Slalom
- Pyeongchang 2018: 4. Mannschaftswettbewerb, 20. Slalom
- Peking 2022: 19. Slalom

### Weltmeisterschaften
- Val-d’Isère 2009: 13. Slalom
- Garmisch-Partenkirchen 2011: 9. Slalom
- Schladming 2013: 19. Slalom
- St. Moritz 2017: 1. Mannschaftswettbewerb, 12. Slalom
- Åre 2019: 13. Slalom
- Cortina d’Ampezzo 2021: 11. Slalom
- Méribel 2023: 15. Slalom

### Weltcup
- 11 Platzierungen unter den besten fünf, davon 3 Podestplätze

### Weltcupwertungen
| Saison  | Gesamt | Gesamt | Slalom | Slalom |
| Saison  | Platz  | Punkte | Platz  | Punkte |
| ------- | ------ | ------ | ------ | ------ |
| 2006/07 | 122.   | 5      | 54.    | 5      |
| 2008/09 | 101.   | 20     | 42.    | 20     |
| 2009/10 | 64.    | 87     | 19.    | 87     |
| 2010/11 | 24.    | 277    | 8.     | 277    |
| 2011/12 | 34.    | 226    | 11.    | 226    |
| 2012/13 | 70.    | 72     | 29.    | 72     |
| 2013/14 | 42.    | 167    | 14.    | 167    |
| 2014/15 | 39.    | 164    | 13.    | 164    |
| 2015/16 | 26.    | 382    | 7.     | 382    |
| 2016/17 | 120.   | 6      | 52.    | 6      |
| 2017/18 | 74.    | 64     | 27.    | 64     |
| 2018/19 | 53.    | 134    | 17.    | 134    |
| 2020/21 | 59.    | 89     | 23.    | 89     |
| 2021/22 | 62.    | 98     | 23.    | 98     |
| 2022/23 | 63.    | 80     | 27.    | 80     |

### Europacup
- Saison 2013/14: 4. Slalomwertung
- Saison 2017/18: 10. Slalomwertung
- 11 Podestplätze, davon 5 Siege:

| Datum             | Ort        | Land        | Disziplin |
| ----------------- | ---------- | ----------- | --------- |
| 9. Februar 2010   | Courchevel | Frankreich  | Slalom    |
| 1. März 2011      | Zakopane   | Polen       | Slalom    |
| 7. März 2013      | Lenggries  | Deutschland | Slalom    |
| 15. Dezember 2014 | Zinal      | Schweiz     | Slalom    |
| 4. Dezember 2018  | Trysil     | Norwegen    | Slalom    |

### Juniorenweltmeisterschaften
- Altenmarkt 2007: 10. Kombination, 16. Slalom, 34. Abfahrt, 39. Riesenslalom
- Formigal 2008: 3. Slalom

### Weitere Erfolge
- 8 französische Meistertitel: Slalom 2010, 2012, 2014, 2018, 2019, 2021 und 2022, Super-Kombination 2012
- Silbermedaille Hallen-Europameisterschaft 2009
- 17 Siege in FIS-Rennen